# Euproserpinus
Euproserpinus é um gênero de mariposa pertencente à família Bombycidae.